# Светислав Коларовић
Светислав Коларовић (Сремски Карловци, 16. јун 1865 — Сремски Карловци, 25. август 1909) био је српски професор, публициста и политичар.

## Биографија

### Образовање
Отац Стефан био је свештеник, мајка Софија Крчединац из Панчева. Основну школу и гимназију завршио је у Карловцима (1883). Филозофију, математику и физику студирао је у Грацу и Бечу, где је и дипломирао 1887. године. Као студент у Бечу био је председник српског академског друштва „Зора”.

### Професор и популаризатор науке
Након студија запослио се као професор физике и математике у Карловачкој гимназији, где је радио више од две деценије. Државни испит за професора положио је 1891. у Загребу. Говорио је немачки језик.
Бавио се популаризацијом науке пишући чланке о научним открићима и природним појавама. Пратио је рад Николе Тесле, и о његовим проналасцима обавештавао војвођанску јавност. Први је у Сремским Карловцима бележио метеоролошке податке (падавине, температура, водостај Дунава). Прилоге је објављивао у Јавору, Стражилову, Бранковом колу и Извештајима Карловачке гимназије.
Члан Матице српске био је од 1895. године. Био је међу оснивачима књижевног друштва „Змај”, и благајник друштва све до своје смрти.

### Политичар
Био је члан Радикалне странке и активно учествовао у политичком животу. Биран је за члана градског већа у Карловцима. Такође је обављао дужност председника Српског грађанског певачког друштва и Српске читаонице и потпредеседника архидијецезалног Епархијског школског одбора.
Са супругом Даницом (рођ. Антоновић), пореклом из Старе Молдаве, имао је синове Милана, Бранка и Душана.